# Alkmaar
Alkmaar er en kommune og by i provinsen Nordholland i Nederlandene. Byen har 109.896 (2021) indbyggere og er mest kendt for sit traditionelle ostemarked, der er et af de største i landet, og som tiltrækker mange turister. Karakteristisk for Alkmaar er desuden byens mange gamle huse og kanaler.
Byen blev første gang nævnt i 900-tallet og fik bystatus i 1254. De ældste dele af byen ligger på en gammel sandbanke, der var et værn mod havet i middelalderen. Resten af byen ligger kun få meter over havets overflade og består af en af de ældste koge, der findes. I 1573 modstod byen en belejring fra spanske styrker ledet af Fernando Álvarez de Toledo. Det var den første by i Nederlandene, der blev frigjort fra den spanske besættelse, hvilket var et vendepunkt i Firsårskrigen. Sejren gav ophav til udtrykket "Bij Alkmaar begint de victorie" (Sejren begynder i Alkmaar), og begivenheden fejres fortsat hvert år den 8. oktober, som var dagen hvor belejring sluttede. Under de franske revolutionskrige i 1799 erobrede en engelsk-russisk styrke byen, men blev til sidst overvundet i slaget ved Castricum. Den franske sejr blev mindet på Triumfbuen i Paris som "Alcmaer". Noordhollandsch Kanaal åbnede i 1824 og blev gravet gennem Alkmaar. Byen fik sin første jernbaneforbindelse i 1865, da strækningen til Den Helder åbnede. I 1867 åbnedes jernbanen til Haarlem. Alkmaar voksede fra 1970'erne til 1990'erne sammen med Koedijk, Overdie, Oudorp og Omval, der engang var selvstændige byer. I denne periode blev Alkmaars befolkning næsten fordoblet.

## Galleri
- De Waag
- Zijdam
- Fnidsen
- Hekelstraat
- Ostemarked